# Сан-Никола-Манфреди
Сан-Никола-Манфреди (итал. San Nicola Manfredi) — коммуна в Италии, располагается в регионе Кампания, подчиняется административному центру Беневенто.
Население составляет 3169 человек, плотность населения составляет 176 чел./км². Занимает площадь 18 км². Почтовый индекс — 82010. Телефонный код — 0824.
Покровителем коммуны почитается святитель Николай Мирликийский, чудотворец, празднование 6 декабря.